# Поммаре, Франсуаза
Франсуа́за Поммаре́ (фр. Françoise Pommaret, род. в 1954 году) — французский этно-историк и тибетолог. Она занимает пост директора по исследованиям НЦНИ Франции. Её работа сосредоточена на Бутане.

## Биография
Франсуаза Поммаре выросла в Конго. Она получила степень магистра в области искусства и археологии в Сорбонне и завершила своё образование в Тибете в Национальном институте восточных языков и народов. Её докторская диссертация People who come back from the netherland in the Tibetan cultural areas получила приз Delalande-Guérineau Академии письменности и беллетристики. С 1981 года Франсуаза Поммаре работает в Бутане, в 1981-1986 году она работала с Туристической корпорацией Бутана, после чего принимала участие в различных образовательных и культурных проектах. Она была консультантом ЮНЕСКО в качестве куратора выставок. Она читает лекции по всему миру о различных аспектах бутанской истории и культуры.
В настоящее время Франсуаза Поммаре работает консультантом в Институте исследования языка и культуры Королевского университета Бутана.
Франсуаза Поммаре также является почётным консулом Франции в Бутане и президентом ассоциации Amis du Bhoutan (друзей Бутана), основанной в 1987 году.

## Публикации
- Bhoutan : forteresse bouddhique de l’Himalaya, Olizane, 1991
- Lhasa : Lieu du divin, Olizane, Genève, 1997
- Les revenants de l’au-delà dans le monde tibétain : sources littéraires et tradition vivante, CNRS, Paris, 1998
- Ambassade de Samuel Turner au Bhoutan et au Tibet, Fleuve Jaune, Findakly, Paris, 2002
- Le Tibet, une civilisation blessée, coll. «Découvertes Gallimard» (n° 427), série Histoire, Paris, 2002, (ISBN 2070762998), (ISBN 9782070762996)
- Le Bhoutan au plus secret de l’Himalaya, coll. «Découvertes Gallimard» (n° 469), série Culture et société, Gallimard, Paris, 2005